# Wolterstorffina mirei
Espèce
Synonymes
- Nectophrynoides mirei Perret, 1971

Statut de conservation UICN

 EN B1ab(iii)+2ab(iii) : En danger
Wolterstorffina mirei est une espèce d'amphibiens de la famille des Bufonidae.

## Répartition
Cette espèce est endémique de l'Ouest du Cameroun. Elle se rencontre :
- sur le mont Oku à environ 2 500 m d'altitude ;
- sur le mont Meletan dans les monts Bamboutos entre 2 200 et 2 700 m d'altitude.

## Étymologie
Cette espèce est nommée en l'honneur de Philippe Bruneau de Miré.

## Publication originale
- Perret, 1971 : Les espèces des genres Wolterstorffina et Nectophrynoides d’Afrique (Amphibia Bufonidae). Annales de la Faculté des Sciences du Cameroun, vol. 11, p. 93-119.